# Landstingsvalget i Grønland 2021
Landstingsvalg afholdtes i Grønland den 6. april 2021, samme tid som kommunalvalgene sammesteds. Alle 31 pladser til Landstinget var på valg.

## Baggrund
I november 2020 tabte landsstyreformand Kim Kielsen formandsvalget i sit parti, Siumut, til Erik Jensen. Trods dette trådte Kielsen ikke tilbage som landsstyreformand. Voksende rivalisering mellem de to samt uenighed om mineprojektet i Kvanefjeld førte til, at Demokraterne trak sig ud af koalitionsregeringen, hvorefter de to tilbageværende partier Siumut og Nunatta Qitornai kun havde 12 af 31 pladser i Landstinget og derved mistede flertallet. Kielsen formåede ikke at danne en ny regering, og Landstinget stemte for at udskrive valg.

## Temaer
Under valget fra de tre hovedemner, som prægede valget var: udvinding af naturresourcer i Kuannersuit-mineprojekt, lufthavnsbyggeri og fiskeri.
For de politiske partier i Grønland er selvstændighed målet. Det er der bred – omend ikke fuldstændig – enighed om. Det betyder, at diskussionen om selvstændighed under valgkampen bliver nedtonet til fordel for de konkrete politiske uenigheder om, hvordan Grønland bliver økonomisk selvbærende. Og her er det naturresourcer, lufthavne og fiskeri, der fylder.
Mineprojektet Kuannersuit-mineprojekt i Kvanefjeld var det som også forårsagede valget blev udskrevet tidligere end det burde. Siumut har i et årti argumenteret for, at projektet var nødvendigt for at sikre udvikling – og minen med sjældne jordarter var det kit, der fik koalitionen med det borgerlige parti Demokraterne til at hænge sammen. Det store venstrefløjsparti IA har længe forsøgt at stoppe projektet for at undgå forurening af de naturskønne fjorde og dale ved Narsaq, hvilket udbryderpartiet Naleraq fra Siumut havde samme ambitioner. Efter landsstyreformand Kim Kielsen blev væltet som partiformand, opstod der tvivl om Siumuts linje, og inden den nye formand Erik Jensen fik fundet en formulering, der kunne dække fløjene, havde Demokraterne trukket stikket på koalitionen.
Grønland har diskuteret lufthavnsbyggeri i årtier. Ønsket er at flytte lufttrafikken fra efterladte amerikanske baser og derhen, hvor befolkningen faktisk bor, og samtidig give turisterhvervet et boost. Kielsen-regeringens signaturprojekt har været en pakke af kæmpeprojekter, som skal gennemføres samtidigt i hovedstaden Nuuk og turistmagneten Ilulissat. Men ingen af kommunerne ønsker, at ”deres” regionale lufthavn står sidst i køen og dermed kan spares væk.
Nedenunder tovtrækkeriet om de store projekter er der så fiskeriet, som anslås at udgøre 22-30% af Grønlands samlede BNP. I Grønland genererer erhvervet størstedelen af eksporten og står for 4.391 beskæftigede i 2017. I 2017 eksporterede fiskererhvervet fiskeprodukter til en værdi 5,1 mia.kr., hvilket svarer til ca. 91 pct. af den samlede vareeksport. Netop hensynet til eksporten og beskæftigelse udgør en umulig interesseafvejning, der hele tiden diskuteres mellem partierne. Diskussionen går på om de store effektive trawlere skal sikre mest muligt indtægt til nationaløkonomien eller om man skal have flere små jollefiskere grundet miljømæssige årsager. En af de andre stridspunkter er om fiskene skal skabe beskæftigelse på fabrikkerne, selvom det er mere konkurrencedygtigt at lade kineserne pille rejer og filetere.
Samtidig flytter klimaforandringerne bestandene, mens brexit og pandemien flytter markederne. Og den nemme løsning – at give alle flere kvoter – bliver sværere, når de store supermarkedskæder kræver bæredygtighedscertificering. I løbet af sine to regeringsperioder har Kim Kielsen måttet udskifte sin fiskeriminister seks gange.

## Valgsystem
Landstingets 31 pladser vælges ved et proportionelt valgsystem og fordeles vha. D'Hondts metode.

## Meningsmålinger
Fire meningsmålinger er blevet fortaget siden 2019.
| Dato          | Siumut     | IA         | Demokraterne | Naleraq   | Atassut   | NQ       | SA       |          |
| ------------- | ---------- | ---------- | ------------ | --------- | --------- | -------- | -------- | -------- |
| Dato          | April 2021 | 23,2% (8)  | 36,2% (12)   | 13,4% (4) | 16,4% (5) | 6,5% (2) | 2,1% (0) | 2,2% (0) |
| Februar 2021  | 29,4% (9)  | 38,4% (13) | 11,3% (3)    | 12,2% (4) | 6,8% (2)  | 1,2% (0) | 0,7% (0) |          |
| December 2020 | 31,0% (10) | 34,5% (12) | 12,7% (4)    | 11,0% (3) | 6,1% (2)  | 2,6% (0) | 2,1% (0) |          |
| Januar 2019   | 28,7% (10) | 30,6% (10) | 21,7% (7)    | 10,3% (3) | 4,5% (1)  | 2,2% (0) | 2,5% (0) |          |

## Resultat
| Parti                               | Stemmer | %     | +/– % | Mandater | +/–     |
| ----------------------------------- | ------- | ----- | ----- | -------- | ------- |
| Inuit Ataqatigiit                   | 9,912   | 37.4% | 11,4  | 12       | 4       |
| Siumut                              | 7,971   | 30.1% | 2,9   | 10       | 1       |
| Partii Naleraq                      | 3,249   | 12.2% | 1,2   | 4        | Uændret |
| Demokraterne                        | 2,452   | 9.2%  | 10,3  | 3        | 3       |
| Atassut                             | 1,879   | 7.0%  | 1,1   | 2        | Uændret |
| Nunatta Qitornai                    | 639     | 2.4%  | 1,0   | 0        | 1       |
| Samarbejdspartiet                   | 375     | 1.4%  | 2,7   | 0        | 1       |
| Ugyldige/blanke stemmer             | 593     | 2.2%  |       |          |         |
| I alt                               | 27,079  | 100.0 |       | 31       |         |
| Registrerede vælgere/valgdeltagelse | 41,126  | 65.8% | 6,1   |          |         |
| Kilde: Valg                         |         |       |       |          |         |

Resultatet betød afslutningen på omtrent 40 års styre under Siumut, idet IA med 12 mandater blev største parti, hvorefter partiformand Mute B. Egede indledte forhandlinger om dannelse af en ny regering. Den 16. april 2021 præsenterede Egede det nye landsstyre, Naalakkersuisut, bestående af en koalition mellem Inuit Ataqatigiit og Naleraq. Atassut er støtteparti.
De valgte medlemmer af Inatsisartut var:
- Inuit Ataqatigiit (12): Aqqaluaq B. Egede, Múte Bourup Egede, Stine Egede, Sofia Geisler, Eqaluk Høegh, Kristian Jeremiassen, Mimi Karlsen, Kalistat Lund, Asii Chemnitz Narup, Naaja Nathanielsen, Peter Olsen, Mariane Paviasen
- Siumut (10): Qarsoq Høegh-Dam, Aslak Vilhelm Jensen, Doris Jakobsen Jensen, Erik Jensen, Kim Kielsen, Mala Høy Kúko, Vivian Motzfeldt, Anders Simon Olsen, Lars Poulsen, Jess Svane
- Naleraq (4): Pele Broberg, Hans Enoksen, Jens Napãtôᴋ', Emanuel Nûko
- Demokraterne (3): Jens-Frederik Nielsen, Nivi Olsen, Anna Wangenheim
- Atassut (2): Siverth Heilmann, Aqqalu Clasen Jerimiassen